# 무르텐호

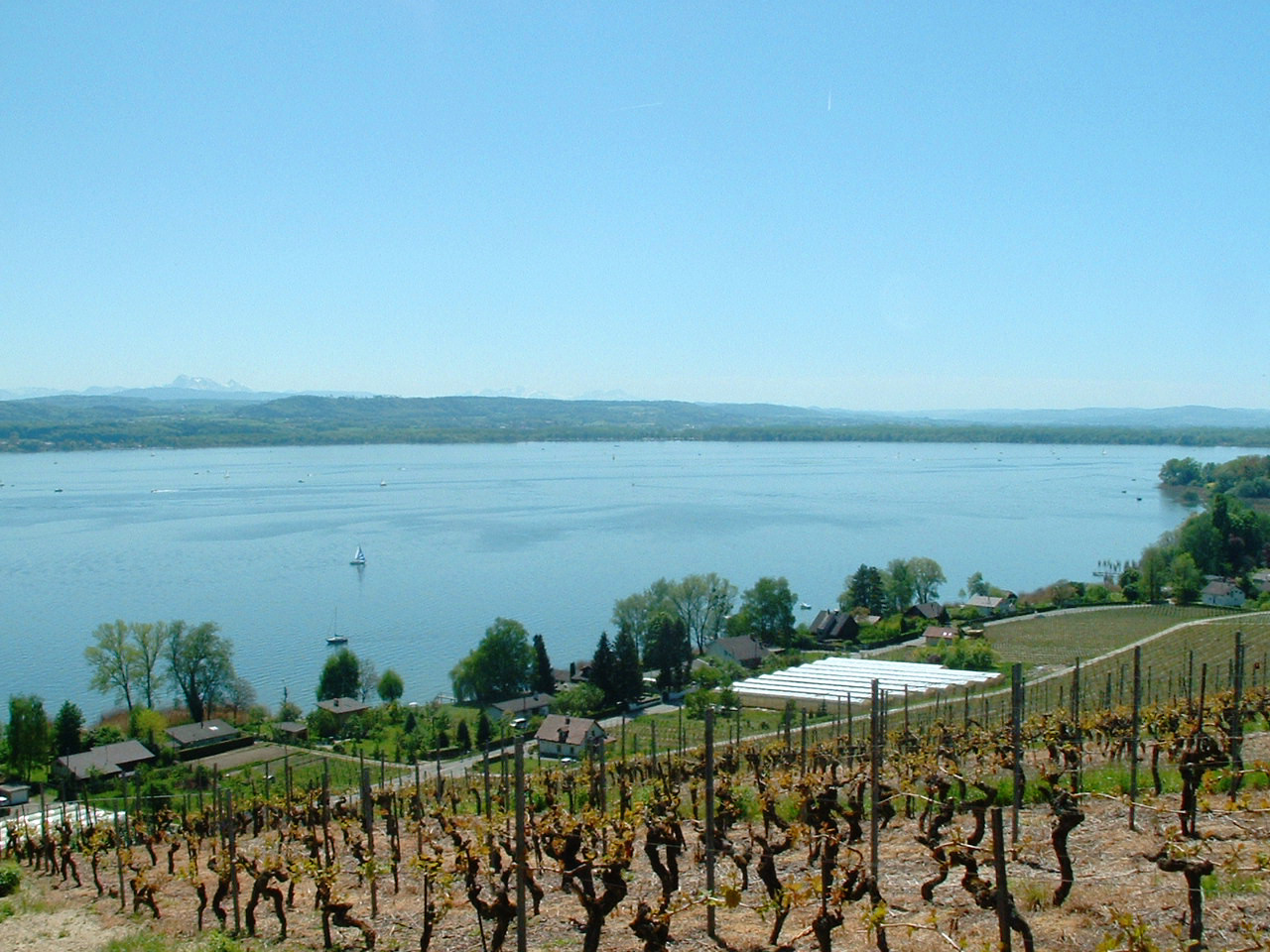
무르텐 호

무르텐 호(독일어: Murtensee) 또는 모라 호(프랑스어: Lac de Morat)는 스위스 서부 프리부르주, 보주에 위치한 호수로 최대 길이는 8.2km, 최대 너비는 2.8km, 수면적은 22.8km2, 최대 수심은 45m, 수면 높이는 429m이다. 호수 이름은 호수 남안과 접한 도시인 무르텐에서 유래된 이름이다.